# Хайнрих I фон Хоенлое-Браунек
Хайнрих I фон Хоенлое-Браунек (на немски: Heinrich I von Hohenlohe-Brauneck; † сл. 4 октомври 1267/1268) е граф на Хоенлое-Браунек-Нойхауз, Хоенлое-Халтенбергщетен (1249 – 1268).

## Произход
Той е син на граф Конрад фон Хоенлое-Браунек-Романя (ок. 1192 – 1249) и съпругата му Петриса фон Бюдинген (ок. 1194 – сл. 1249), наследничка във Ветерау, дъщеря на Герлах II фон Бюдинген (ок. 1157 – 1245) и Мехтхилд фон Цигенхайн († 1229). Внук е на господар Хайнрих фон Вайкерсхайм-Хоенлое († сл. 1212) и Аделхайд фон Гунделфинген († сл. 1230). Брат е на Готфрид I/II (* 1232; † 1312), господар на Хоенлое-Браунек-Браунек (1249/1273 – 1306/1312), Конрад фон Хоенлое († сл. 1251), Андреас фон Браунек († 1249, свещеник във Вюрцбург 1245), и на Мехтилд фон Хоенлое-Браунек († 1293), омъжена I. за пфалцграф Конрад фон Тюбинген († 1253), II. 1253 г. за Рупрехт II фон Дурн († 1306).
След смъртта на баща му през 1249 г. фамилията му се разделя на линиите Хоенлое-Халтенбергщетен и Хоенлое-Браунек-Нойхауз.
Хайнрих I фон Хоенлое-Браунек умира сл. 4 октомври 1267 г. и е погребан в Мергентхайм.

## Фамилия
Хайнрих I се жени и има децата:
- Аделхайд фон Хоенлое-Браунек († сл. 1326), омъжена за граф Герхард IV фон Ринек († 1295)
- Гебхард I фон Хоенлое-Браунек-Халтенбергщетен († ок. 1300), господар на Хоенлое-Халтенбергщетен, женен пр. 1278 г. за Аделхайд фон Тауферс († сл. 1300)
- Хайнрих II Хоенлое-Браунек-Нойхауз († 1304), граф на Хоенлое-Браунек-Нойхауз, женен за I. 1276 г. за Лукардис фон Дурн († сл. 1276), II. за Аделхайд фон Цвайбрюкен († 1302)